# Andy Riley
Pour les articles homonymes, voir Riley.
Andy Riley (né le 27 avril 1970) est un auteur britannique, dessinateur, scénariste BD, et scénariste de télévision.

## Biographie
Riley est l'auteur de quatre albums qui lui ont conféré sa notoriété : Le Coup du lapin : adieu monde cruel (The Book of Bunny Suicides: Little Fluffy Rabbits Who Just Don't Want To Live Anymore), Return of the Bunny Suicides, Great Lies to Tell Small Kids et Loads More Lies to Tell Small Kids. Les dessins issus de ces albums ont été déclinés en calendriers, cartes de vœux et affiches. Cette bande dessinée est sur ton d'humour noir, une suite d'illustrations de lapins qui cherchent à mettre fin à leurs jours. Dans cette série de 3 tomes, chaque dessin représente une tentative créative imaginée par les lapins pour se suicider. Pour ces derniers, tous les outils du quotidien peuvent être utilisés à des fins criminelles : un fer à repasser, un batteur électrique, un lecteur CD ou encore une simple loupe, tout dépend de l'usage qu'en fait le lapin. De même, certains suicides puisent leur inspiration dans de grands films ou livres comme Terminator de James Cameron (1984) ou Le Seigneur des Anneaux de Peter Jackson (2001). Ainsi, dans divers procédés suicidaires, on retrouve plusieurs références, parodiques ou non, de scènes connues et iconiques du monde du cinéma,.
Son livre DIY Dentistry (2008) est une bande dessinée présentant des inventions alarmantes, dans le style de Heath Robinson. Ces albums sont tous publiés par Hodder & Stoughton.
Riley a étudié à Aylesbury Grammar School et à Pembroke College, à Oxford, où il a étudié l'histoire moderne. Il a reçu en 2008 le grand prix de l'Humour noir - catégorie prix Grandville[réf. nécessaire].

## Publications
- Robbie le renne dans la grande course polaire (Robbie the reindeer hooves of fire) / texte de Glenn Dakin ; basé sur le film d'animation 3-D réalisé par Andy Riley, Kevin Cecil et Richard Curtis ; ill. de Delphine Thomas ; [trad. par Marie-France Floury]. Paris : Hachette jeunesse, 2001, [31] p.  (ISBN 2-01-224272-3)
- Le Coup du lapin : adieu monde cruel / Andy Riley. Paris : Chiflet & Cie, 2006, [94] p.  (ISBN 2-35164-010-1)
- Le Coup du lapin 2 : les lapins suicidaires les plus drôles du Royaume-Uni sont de retour ! / Andy Riley. Paris : Chiflet & Cie, 2007, [94] p.  (ISBN 978-2-35164-036-4)
- Les Garçons naissent dans les choux et autres mensonges à raconter à nos enfants / Andy Riley. Paris : Chiflet & Cie, 2008, [62] p.  (ISBN 978-2-35164-053-1)